# Severino Andreoli
Severino Andreoli (Caprino Veronese, Verona, 8 de enero de 1941) fue un ciclista italiano que fue profesional entre 1965 y 1969.
Como ciclista amateur formó parte del equipo italiano de los Juegos Olímpicos de Tokio de 1964, donde ganó una medalla de plata en la prueba de contrarreloj por equipos, junto a Ferruccio Manza, Luciano Dalla Bona y Pietro Guerra. En la carrera individual, acabó el 28º.
Como profesional destaca una victoria de etapa en el Giro de Italia de 1966.

## Palmarés
- 1963
  - Vencedor de una etapa de la Carrera de la Paz
- 1964 
  - Campeón del mundo amateur de contrarreloj por equipos, junto a Ferruccio Manza, Luciano Guadaña Buena y Pietro Guerra
  - Medalla de plata a los Juegos Olímpicos de Tokio en contrarreloj por equipos
- 1966
  - Vencedor de una etapa del Giro de Italia
- 1968
  - 1º en Col San Martino

### Resultados en el Giro de Italia
- 1965. 53.º de la clasificación general
- 1966. 71.º de la clasificación general. Vencedor de una etapa
- 1967. 54.º de la clasificación general